# Artine
Artine o Artina (in croato: Artina) è un isolotto disabitato della Croazia situato nel mare Adriatico a nord di Vergada; fa parte dell'arcipelago zaratino. Amministrativamente appartiene al comune di Poschiane, nella regione zaratina.

## Geografia
Artine si trova nelle acque del canale di Vergada (Vrgadski kanal) a nord del villaggio di Vergada e del suo porto, a soli 120 m dal promontorio Gradina di cui un tempo faceva parte secondo le vecchie mappe. Artine è situata inoltre 4,7 km a sud di Poschiane. L'isolotto ha circa 300 m di lunghezza; ha una superficie di 0,032 km², una costa lunga 797 m e un'altezza di 15 m.

### Isole adiacenti
- Cossina (Kozina), a nord-ovest.
- Scoglio Petroso[4] o secca Camicich[7] (Kamičić), scoglio con un'area di 963 m²[5], alto 4 m[2], situato a est di Cossina 43°52′04″N 15°29′29″E.
- Vergada (Vrgada), a sud.
- Arta Grande (Arta Velika)
- Isolotti Artizze (Artica e Artica Mala)

### Cartografia
- (HR) Mappa topografica della Croazia 1:25000, su preglednik.arkod.hr. URL consultato l'8 settembre 2017.
- G. Giani, Carta prospettiva delle Comuni censuarie della Dalmazia, foglio 6, 1839. Fondo Miscellanea cartografica catastale, Archivio di Stato di Trieste.
- Carta di cabottaggio del mare Adriatico, foglio VII, Milano, Istituto geografico militare, 1822-1824. URL consultato l'8 settembre 2017 (archiviato dall'url originale il 13 aprile 2013).